# SPB Software
SPB Software是一家全球性的軟體公司，建立於1999年。他們主要的業務是為行動裝置（例如智慧型手機）發展應用軟體，支援的平台有Windows Mobile, Symbian, iPhone, BlackBerry 與 Android 作業系統。以製作3D 智慧型手機操作介面－SPB Mobile Shell而聞名。

## 外部連結
- 官方网站